# Carex festivelloides
Carex festivelloides är en halvgräsart som beskrevs av Anton Albert Reznicek. Carex festivelloides ingår i släktet starrar, och familjen halvgräs. Inga underarter finns listade i Catalogue of Life.